# Sturla Ottesen
Sturla Ottesen (Oslo, 25 mei 2001) is een Noors voetballer die voornamelijk als rechtsback speelt. Hij verruilde in 2024 Stabæk voor SC Cambuur.

## Clubcarrière

### Kjelsås
Ottesen begon in de jeugd bij Kjelsås, en na een korte periode bij Lyn, keerde hij terug bij Kjelsås waar zijn professionele loopbaan begon. De club speelde in de Noorse tweede divisie, toen hij zijn debuut maakte op 14 april 2019, in een wedstrijd tegen Asker. Hij stond in de basis, in een wedstrijd die met 3–1 werd gewonnen. Door sterke optredens werd hij dat seizoen verkozen tot talent van het jaar door de Noorse Voetbalbalbond.

### Stabæk
Op 5 oktober 2020 tekende Ottesen bij Eliteserien club Stabæk. Hij maakte zijn debuut voor die club op 18 oktober 2019 in de wedstrijd tegen Aalesund, die met 4–0 werd gewonnen. Hij maakte zijn eerste doelpunt voor Stabæk op 22 september 2021, in een 5–1 nederlaag tegen Strømsgodset in de Noorse beker.

### SC Cambuur
Op 5 februari 2024 tekende Ottesen bij SC Cambuur. Vijf dagen later kwam hij in de wedstrijd tegen VVV-Venlo als vervanger van Jhondly van der Meer in de 55ste minuut in het veld.

## Internationale carrière
Ottesen is een voormalig Noors jeugdinternational.

## Carrièrestatistieken
| Club       | Seizoen | Competitie     | Competitie | Competitie | Beker | Beker | Anders | Anders | Totaal | Totaal |
| Club       | Seizoen | Divisie        | Wed        | Goals      | Wed   | Goals | Wed    | Goals  | Wed    | Goals  |
| ---------- | ------- | -------------- | ---------- | ---------- | ----- | ----- | ------ | ------ | ------ | ------ |
| Kjelsås 2  | 2016    | 3. divisjon    | 1          | 0          | —     | —     | —      | —      | 1      | 0      |
| Lyn 2      | 2018    | 4. divisjon    | 6          | 3          | —     | —     | —      | —      | 6      | 3      |
| Kjelsås    | 2019    | 2. Divisjon    | 21         | 2          | 2     | 0     | —      | —      | 23     | 2      |
| Kjelsås    | 2020    | 2. Divisjon    | 12         | 0          | 0     | 0     | —      | —      | 12     | 0      |
| Stabæk     | 2020    | Eliteserien    | 9          | 0          | 0     | 0     | —      | —      | 9      | 0      |
| Stabæk     | 2021    | Eliteserien    | 29         | 1          | 3     | 1     | —      | —      | 32     | 2      |
| Stabæk     | 2022    | Eliteserien    | 29         | 3          | 6     | 1     | —      | —      | 35     | 4      |
| Stabæk     | 2023    | Eliteserien    | 28         | 1          | 2     | 0     | —      | —      | 30     | 1      |
| Stabæk 2   | 2023    | 3. divisjon    | 2          | 0          | —     | —     | —      | —      | 2      | 0      |
| SC Cambuur | 2023/24 | Eerste Divisie | 15         | 0          | 1     | 0     | —      | —      | 8      | 0      |
| SC Cambuur | 2024/25 | Eerste Divisie | 2          | 0          | 0     | 0     | --     | --     |        |        |
| Totaal     | Totaal  | Totaal         | 152        | 10         | 14    | 2     | 0      | 0      | 166    | 12     |

Laatst bijgewerkt: 18 augustus 2024.